# Cessieu
Cessieu – miejscowość i gmina we Francji, w regionie Owernia-Rodan-Alpy, w departamencie Isère.
Według danych na rok 1990 gminę zamieszkiwało 2025 osób, a gęstość zaludnienia wynosiła 141 osób/km² (wśród 2880 gmin regionu Rodan-Alpy Cessieu plasuje się na 433. miejscu pod względem liczby ludności, natomiast pod względem powierzchni na miejscu 816.).